# IFRS 9
МСФО (IFRS) 9 «Финансовые инструменты» — международный стандарт финансовой отчетности, устанавливающий порядок подготовки и представления финансовой отчётности в части финансовых активов и финансовых обязательств, требования к признанию и оценке, обесценению, прекращению признания общего порядка хеджирования, принципы признания ожидаемых кредитных убытков за весь срок действия финансового инструмента, действует с 01.01.2018 года.

## История создания
14 июля 2009 года опубликован Проект стандарта ED/2009/7 «Финансовые инструменты: классификация и оценка», комментарии по которому принимались до 14 сентября 2009 года. 12 ноября 2009 года был выпущен IFRS 9 «Финансовые инструменты», который должен был начать действовать с 01.01.2013 года, но был перенесён. 11 мая 2010 года вышел Проект стандарта ED/2010/4 «Справедливая стоимость опциона финансового обязательства», комментарии по которому собирались до 16 июля 2010 года. 28 октября 2010 года был переиздан IFRS 9 с новыми требованиями по учёту финансовых обязательств и переноса с IAS 39 требований для прекращения признания финансовых активов и финансовых обязательств, планируя начать действовать с 01.01.2013 года, но позже был отменен. 4 августа 2011 года вышел Проект стандарта ED/2011/3 с правками IFRS 9 (2009) и IFRS 9 (2010), комментарии по которому принимались до 21 октября 2011 года. 16 декабря 2011 года были опубликована дата вступления в силу с 01.01.2015 года и переходные пункты раскрытия информации (поправки от IFRS 9 и IFRS 7). 28 ноября 2012 года опубликован Проект стандарта ED/2012/4 «Классификация и оценка: ограниченные поправки к IFRS 9» с поправками к IFRS 9 (2010), комментарии по которому принимались до 28 марта 2013 года. 19 ноября 2013 года СМСФО внес поправки общего учёта хеджирования, перенеся срок вступления с 01.01.2015 года. 24 июля 2014 года СМСФО выпустил IFRS 9 «Финансовые инструменты» с новой моделью ожидаемых убытков от обесценения и изменения требований классификации и оценки финансовых активов, дата вступления стандарта 01.01.2018 год, заменив IAS 39.
В России МСФО (IFRS) 9 «Финансовые инструменты» (редакция от 26.08.2015) принят приказом Минфина РФ от 02.04. 2013 г. N 36н.

## Цель
Цель стандарта — установить принципы подготовки и представления финансовой отчётности в части финансовых активов и обязательств, представляя уместную и полезную информацию, оценивая суммы, сроки и неопределённость будущих денежных потоков. Стандарт устанавливает требования к признанию и оценке, обесценению, прекращению признания общего порядка хеджирования, не заменяя собой требования к учёту макрохеджирования (хеджирование справедливой стоимости портфеля относительно процентной ставки), так как оно выделено в отдельный проект. Стандарт устанавливает принципы признания ожидаемых кредитных убытков за весь срок действия финансового инструмента.

## Сфера применения стандарта
Стандарт применяется для всех финансовых инструментов, кроме:
- долей участия в дочерних, ассоциированных и совместных компаниях, которые регулируются IFRS 10, IAS 27, IAS 28;
- финансовых активов и обязательств работодателей по пенсионным планам, которые регулируются IAS 19;
- договоров страхования и финансовых инструментов, которые регулируются IFRS 4;
- финансовых инструментов, договоров и обязательств, предполагающих платежи, основанные на акциях, которые регулируются IFRS 2.

## Определения
Финансовые инструменты — договор, в результате которого одновременно возникает финансовый актив у одной стороны и финансовое обязательство или долевой инструмент у другой стороны.
Финансовые активы — активы (денежные средства, долевые инструменты другой компании, право на получение денежных средств или других финансовых активов, право на выгоды от обмена финансовых активов или обязательств, договор с расчетом собственными долевыми инструментами.
Финансовое обязательство — обязательство на поставку денежных средств или других финансовых активов, обмен финансовыми инструментами на невыгодных условиях, расчет собственными долевыми инструментами компании.
Долевой инструмент — договор, подтверждающий право владельца на соответствующую долю активов компании после погашения всех обязательств.
Финансовые инструменты делятся на:
- Простые (или первичные) финансовые инструменты — традиционные, которые не являются производными (дебиторская или кредиторская задолженность, инвестиции в ценные бумаги, денежные средства);
- Производные инструменты — финансовый инструмент, чья стоимость меняется в зависимости от колебаний базисной переменной (ставки процента, цен на финансовые инструменты, цен на товары, курса валюты, индекса цен и т. п.), а приобретение требует первоначальное инвестирование и расчёты производятся в будущем.

Амортизированная стоимость финансового актива или финансового обязательства — первоначальная стоимость финансового актива или обязательства, скорректированная с учётом эффективной процентной ставки.
Кредитный риск — риск того, что компания не выполнит определенное обязательство.
Ожидаемые кредитные убытки — дисконтированная стоимость вероятных недополученных денежных средств (кредитных убытков) в течение ожидаемого срока жизни финансового инструмента.

## Классификация финансовых инструментов
Финансовый актив по амортизированной стоимости признается актив, если одновременно выполняется:
- управление активов происходит в рамках бизнес-модели, где предусмотрено получение денежных потоков;
- договорные условия по финансовому активу обуславливают возникновение денежных потоков (выплаты основной суммы и процентов по непогашенной основной сумме).

По амортизированной стоимости оценивается:
- право на досрочное погашение или продление срока договора;
- переменная процентная ставка, в том числе с верхней и/или нижней границей;
- процентная ставка, привязанная к индексу инфляции.

Финансовый актив по справедливой стоимости признается актив при одновременном выполнении:
- бизнес—модель предполагает как получение денежных потоков от договора, так и от продажи финансового актива;
- денежный поток представляет собой только выплаты основной суммы и процентов на непогашенную сумму основного долга.

По справедливой стоимости оцениваются:
- инструменты, содержащие элемент финансового рычага;
- инструменты с процентной ставкой, привязанной к биржевым индексам или ценам на товары;
- конвертируемые облигации.

Финансовые обязательства учитываются по справедливой стоимости — финансовый инструмент, удовлетворяющий одному из трех критериев:
- содержит встроенный производный инструмент;
- управление им осуществляется на основе справедливой стоимости;
- оценка по справедливой стоимости использует только для устранения «учетных несоответствий».

Финансовые обязательства по амортизированной стоимости классифицируются все финансовые обязательства кроме тех, которые:
- не отвечают определению финансовым обязательствам учитываемых по справедливой стоимости;
- не являются условными вознаграждениями (они оцениваются по справедливой стоимости с учётом в отчете о прибылях и убытках в рамках IFRS 3);
- не являются договорами финансовой гарантии и обязательств по предоставлению кредитов по ставкам ниже рыночных (они оцениваются по наибольшей из двух сумм: оценочного резерва под ожидаемые кредитные убытки или первоначально признанной суммы за вычетом совокупной суммы дохода, признанного в отчете о прибыли и убытках в рамках IFRS 15).

## Признание и первоначальная оценка финансовых инструментов
Первоначальное признание финансового актива или финансового обязательства в отчете о финансовом положении происходит в момент, когда компания становится стороной по договору, и оценивается по справедливой стоимости, включая затраты по сделке для актива и исключая эти затраты для обязательств, не оцениваемых по справедливой стоимости через прибыль или убыток. Стоимость производных финансовых инструментов на момент их первоначального признания равна нулю.
Затраты по сделке включают юридическое оформление, вознаграждения агентам (включая сотрудников — торговых агентов), консультантам, брокерам, сборы и налоги, и не включают премии или дисконты по долговым обязательствам, затраты на финансирование, внутренние административные расходы или затраты на хранение. В момент первоначального признания разница между справедливой стоимостью и ценой сделки относится в отчет о прибылях и убытках.

## Последующий учёт финансовых инструментов
Последующая оценка финансовых инструментов зависит от их классификации на момент первоначального признания.
Финансовые активы по амортизированной стоимости проверяются на обесценение, которое определяется как разность между балансовой стоимостью актива и дисконтированной стоимостью предполагаемых будущих потоков денежных средств, рассчитанных по эффективной ставке процента и признается в отчете о прибылях и убытках, но может быть реверсирована, причем реверсирование балансовой стоимости финансового актива не превышает амортизированную стоимость (когда бы обесценение не было признано). Величина реверсирования признается в финансовом результате. В отчете о прибылях и убытках отражается результат от прекращения признания финансового актива, начисление процентного дохода с использованием метода эффективной ставки процента, которая начисляется с учётом затрат по сделке, включая полученные комиссии, и модификации финансового актива в связи с пересмотром условий договора.
Финансовый актив по справедливой стоимости учитываются в отчете о прочем совокупном доходе и переоцениваются на каждую последующую отчетную дату до момента прекращения их признания. Убытки от обесценения, курсовые разницы, и прибыли и убытки, возникающие вследствие изменения справедливой стоимости, признаются в отчете о прибылях и убытках в том периоде, когда они возникают. При прекращении признания финансовых активов суммарные накопленные прибыли или убытки, ранее признанные в составе прочего совокупного дохода, переклассифицируются в отчет о прибылях и убытках. Проценты, рассчитанные с помощью метода эффективной ставки процента, отражаются в отчете о прибылях и убытках.
Финансовый актив по справедливой стоимости оценивается через отчёт о прибылях и убытках при прочих условиях.
Изменения справедливой стоимости долевых инвестиций, которые удерживаются не с целью получения выгоды от изменения их справедливой стоимости, признаются в составе прочего совокупного дохода. В случае обесценения, продажи или выбытия инвестиции накопленные доходы и расходы не реклассифицируются в состав прибыли или убытка, но могут быть переведены в рамках капитала (в нераспределенную прибыль).
Дивиденды, полученные от инвестиций, оцениваемых по справедливой стоимости через прочий совокупный доход, признаются в составе прибыли или убытка за исключением случаев, когда они представляют собой возмещение части первоначальной стоимости инвестиции.
Производные инструменты всегда учитываются справедливой стоимости через прибыль или убыток, кроме случаев хеджирования.
Финансовые обязательства по справедливой стоимости, оцениваемые по справедливой стоимости через отчет о прибылях и убытках. Справедливая стоимость признается в отчете о финансовом положении, а изменение справедливой стоимости в отчете о прибылях и убытках, за исключением части изменения справедливой стоимости, относящейся к собственному кредитному риску компании, которая признается в составе прочего совокупного дохода. После прекращения признания обязательства суммы, признанные в составе прочего совокупного дохода переклассифицируются в нераспределенную прибыль.
Финансовые обязательства по амортизированной стоимости отражаются по амортизированной стоимости, а изменения стоимости (в том числе начисление процентного расхода) отражаются в отчете о прибылях и убытках с использованием метода эффективной ставки процента. Амортизация финансовых обязательств учитывается через отчёт о прибылях и убытках. Прибыль или убыток от погашения первоначального финансового обязательства отражаются в отчете о совокупном доходе. Финансовые обязательства не реклассифицируются.

## Обесценение финансовых инструментов
На каждую отчетную дату создается оценочный резерв на сумму ожидаемых кредитных убытков для:
- финансовых активов, оцениваемых по амортизационной стоимости;
- финансовых активов, оцениваемых по справедливой стоимости через прочий совокупный доход;
- дебиторской задолженности по аренде;
- активов и дебиторской задолженности по договорам с покупателями в рамках IFRS 15;
- обязательств по предоставлению кредитов;
- финансовых гарантий.

В случае признания оценочного резерва под ожидаемые кредитные убытки в сумме равной ожидаемым кредитным убыткам за весь период финансового инструмента, а в текущем отчетном периоде выявлено, что условие о существенном увеличении кредитного риска после первоначального признания не выполняется, то на текущую отчетную дату компания должна признать оценочный резерв в размере 12-месячных ожидаемых кредитных убытков. Убыток от обесценения (или восстановление убытка от обесценения) учитывается в отчете о прибылях и убытках.
При проведении оценки значительного увеличения кредитного риска на каждую отчетную дату по финансовому активу сравнивается риск невыполнения обязательств, где просрочка более, чем на 90 дней считается наступлением дефолта, а просрочка на 30 дней — наступлением значительного увеличения кредитного риска. Осуществляется прогноз на перспективу, а не прошлая фактическая информация.
Индикаторы значительного увеличения кредитного риска:
- значительные изменения в ожидаемых результатах деятельности и поведении заёмщика;
- фактическое или ожидаемое снижение внутреннего кредитного рейтинга заёмщика;
- существующие или прогнозируемые изменения экономических условий на рынке;
- значительное увеличение кредитного риска по другим финансовым инструментам заёмщика;
- фактическое или ожидаемое увеличение негативные изменения в законодательной или технологической среде заёмщика;
- значительные изменения в финансовой поддержке со стороны материнской компании или другой аффилированной компании.

Модель ожидаемых кредитных убытков
Увеличение кредитного риска с момента первоначального признания:
- Этап 1: в момент возникновения или приобретения финансового инструмента создаётся оценочный резерв на сумму 12-месячных ожидаемых кредитных убытков (убыток учитывается в отчёте о прибылях и убытках), а списание резерва (процентный доход) производитсяпо эффективной ставке процента на валовую балансовую стоимость.
- Этап 2: в случае значительного роста кредитного риска, ухудшения кредитного качества финансового актива выше уровня актива с низким кредитным риском, оценочный резерв увеличивается до суммы ожидаемых кредитных убытков на весь срок действия финансового актива, списание резерва по эффективной ставке процента на валовую балансовую стоимость.
- Этап 3: в случае увеличения кредитного риска, когда финансовый актив становится кредитно-обесцененный (дефолтный), создается оценочный резерв на весь срок действия финансового актива, а списание резерва производится по эффективной ставке процента на амортизированную стоимость (валовая балансовая стоимость за вычетом оценочного резерва).

## Хеджирование
Инструмент хеджирования — производный финансовый инструмент (дериватив) и непроизводный финансовый инструмент (финансовый актив или финансовое обязательство), компонент непроизводственного финансового актива или непроизводственного финансового обязательства, зависящий от валютного риска.
Операции хеджирования — это сделки, заключаемые с целью снижения (страхования) возможных рисков компании в отношении других заключенных сделок или активов.
Хеджируемая статья — это актив или обязательство по заключенному договору, высоковероятная прогнозируемая сделка или частые инвестиции в зарубежное подразделение, которые:
- являются для компании источником риска изменений справедливой стоимости или будущих денежных потоков
- определяются как хеджируемые статьи.

Учёт при хеджировании применяется только тогда, когда выполнены все условия (критерии для применения учёта хеджирования):
- с самого начала компания зафиксировала в своих внутренних документах своё намерение применять учёт при хеджировании;
- в хеджировании участвуют только инструменты хеджирования, отвечающие установленным требованиям и хеджируемые статьи;
- ожидается, что хеджирование будет высокоэффективное.

Условия высокоэффективного хеджирования:
- хеджирование компенсирует риски изменения в справедливой стоимости или денежного потока
- показатель фактической эффективности лежит в диапазоне 80-125 %.

Хеджирование денежных потоков
При хеджировании денежных потоков, ожидаемая сделка (хеджируемая статья) отвечает условиям:
- её совершение представляется высоковероятным;
- ей сопутствует риск изменений денежных потоков, влияющих на финансовый результат.
- постоянно проводится оценка хеджирования, в результате чего была устанавливается высокая эффективность на протяжении всего отчетного периода.

Эффективность хеджирования — это степень, в которой связанные с хеджируемым риском изменения в справедливой стоимости или денежных потоках по объекту хеджирования компенсируются изменениями в справедливой стоимости или денежных потоках по инструменту хеджирования.
Стандарт рассматривает операции хеджирования и задаёт виды хеджирования:
- хеджирование справедливой стоимости, когда доход или расход от переоценки инструмента хеджирования признается в отчете о совокупном доходе, а балансовая стоимость хеджируемой статьи корректируется на сумму изменений в её справедливой стоимости, связанных с хеджируемым риском, и соответствующий доход или расход признаются в отчете о совокупном доходе;
- хеджирование денежных потоков, когда часть доходов или расходов от инструмента хеджирования, признанная эффективной, подлежит признанию непосредственно в прочем совокупном доходе до даты реализации хеджированных денежных потоков;
- хеджирование чистых инвестиций в зарубежные подразделения учитывается как хеджирование денежных потоков.